# Descent 2
Descent 2 è un videogioco di tipo sparatutto in prima persona 3D sviluppato da Parallax Software e  pubblicato dalla Interplay nel 1996 per PC, seguito di Descent.
Mentre la versione shareware del primo gioco includeva 7 livelli, quella di Descent II includeva solo 3 livelli. Un'altra versione demo del gioco conteneva 8 livelli, chiamata "Destination Quartzon", venduta assieme al joystick Logitech Wingman.
Nel 1996 Brainware pubblicò Descent Mission Builder 2, un editor di missioni per il gioco ed è capace di convertire livelli di Descent per Descent II. Il codice sorgente di Descent II, come quello di Descent, venne reso di pubblico dominio.

## Trama
Dopo che il giocatore ha distrutto tutte le miniere nel sistema solare in Descent, si ferma con la sua astronave nella cintura di asteroidi per fare rifornimento. L'astronave riceve un prototipo di nucleo di teletrasporto e viene mandata a investigare presso le miniere spaziali della PTMC, l'ultima delle quali sembra essere gestita tramite un planetoide, che si rivela essere una grande nave spaziale.
Il material defender avverte quindi Dravis via radio del fatto che sta per ritornare a casa, ma il nucleo di teletrasporto ha un malfunzionamento e finisce in una zona sconosciuta dello spazio. Vengono mostrate le parole "To be continued", indicando che vi sarà un seguito in Descent 3.

## Modalità di gioco
Il gameplay è lo stesso del capitolo precedente, sono state però introdotte nuove armi e nemici, ed il guide bot un robot amico che guida il giocatore in molti livelli verso gli obiettivi da raggiungere. Le mappe presentano punti con spazi aperti abbastanza ampi, ed inoltre sono state introdotte la funzione afterburner che consente alla navicella di effettuare accelerazioni da fermo ma per un limitato periodo di tempo, ed il thief bot, un nuovo nemico capace di rubare alcune armi al giocatore.

### Livelli
Descent II si basa su dei sistemi stellari oltre quello solare. I pianeti sono Zeta Aquilae, Quartzon, Brimspark, Limefrost Spiral, Baloris Prime, e Omega. Il sistema Omega è diviso nella Sfera Puuma e nel Tycho Brahe, l'ultimo livello del gioco. Ogni sistema è costituito da 4 livelli e un livello segreto.
Come risposta alle critiche sui livelli di Descent, considerati poco creativi, i livelli di Descent II sono stati creati con maggiore spunti di creatività; per esempio il livello 2 "Turnabout Bore" è rappresentato da una forma a 8. I livelli includono enigmi da risolvere (principalmente porte nascoste e campi di forza che riflettono raggi laser), alcuni dei quali sono necessari per completare il livello.
Nei livelli segreti il giocatore può viaggiare avanti e indietro tra questi e i livelli dello stesso sistema, fintanto che il reattore del livello non viene distrutto. Non si può comunque salvare il gioco mentre si è nel livello segreto.
I pianeti:
- Baloris Prime è principalmente deserto. Secondo gli scrittori della trama, questo è successo a causa della mancanza di stagioni sul pianeta, in quanto l'asse di rotazione è perpendicolare al piano di orbita.
- Tycho Brahe (astronomo danese) è effettivamente un'astronave con le dimensioni e la forma di un pianeta, con il quale viene facilmente confusa sino a che i due emisferi che la compongono si separano per rivelare un interno meccanico.
- Brimspark.
- Ahayweh Gate.
- Gytowt Station: La prima parola potrebbe essere letta come get out ("vai via", "vai fuori" in inglese).
- Galacia Caverns: Il reattore del livello si trova vicino all'inizio ma la sequenza di auto-distruzione che inizia alla sua rottura è molto più lenta rispetto a quella tipica.
- Chain Reaction: livello finale segreto del gioco, è l'unico ad avere più reattori. Ogni volta che un reattore viene distrutto si va ad aggiungere del tempo al conteggio della sequenza di autodistruzione.

La lista completa dei livelli di Descent II:
- Zeta Aquilae:
  - Livello 1: Ahayweh Gate
  - Livello 2: Turnabout Bore
  - Livello 3: Wenl Mine
  - Livello 4: Robby Station
  - Livello segreto 1: Segment City
- Sistema Quartzon:
  - Livello 5: Seaspring Gorge
  - Livello 6: The Well
  - Livello 7: Coralbank Quarry
  - Livello 8: Riverbed Mine
  - Livello segreto 2: Hurdle Chase
- Sistema Brimspark:
  - Livello 9: Firewalker Mine
  - Livello 10: Lavafalls Extraction Ctr.
  - Livello 11: Coalbank Shaft
  - Livello 12: Magnacore Station
  - Livello segreto 3: Mephisto Hardcore
- Spirale Limefrost:
  - Livello 13: Sleetstone Tunnels
  - Livello 14: Arcticon Corridor
  - Livello 15: Icehammer Caverns
  - Livello 16: Terrafrost Catacombs
  - Secret Livello 4: Galacia Caverns
- Baloris Prime:
  - Livello 17: Y'tor III
  - Livello 18: Drec'nilbie K'luh
  - Livello 19: Nep-Hilim S'crub
  - Livello 20: Gytowt Station
  - Livello segreto 5: Livello Ascent 1
- Sfera Puuma:
  - Livello 21: N'neri Ring
  - Livello 22: Kwod A'rior
  - Livello 23: Iwihml
- Sistema Omega:
  - Livello 24: Tycho Brahe
  - Livello segreto 6: Chain Reaction

### Multigiocatore
Come in Doom, Descent possiede una modalità di tipo multigiocatore usabile tramite una LAN.  Il gioco fu uno dei primi a dare la possibilità ai giocatori di partecipare a un server senza bisogno di essere coordinati, mentre in Doom era necessario aspettare che tutti i giocatori fossero connessi allo stesso momento. Per il multiplayer, gli emulatori IPX come kali e Kahn, che fornivano migliore compressione per i giochi IPX con annessa una rete IRC in un client a parte.

### Robot
Ogni pianeta mostra un proprio gruppo di robot "a tema". Per esempio Brimspark (pianeta vulcanico ricoperto di lava) mostra dei robot che usano armi esplosive mentre Spirale Limefrost (un mondo ghiacciato) mostra dei robot che sparano colpi blu/bianchi.
In Descent II è stato apportato un grosso miglioramento alla intelligenza artificiale, con i robot che sono capaci di compiere attacchi veloci. Il Bandit o Thief-Bot è capace di muoversi velocemente e cerca di rubare le armi al giocatore mentre lo E-Bandit cerca di rubare energia e scudi.
Un'altra aggiunta importante è il Guide-Bot, un piccolo robot che il giocatore può usare per farsi aiutare nel trovare la via giusta. Il Guide-Bot può sparare colpi che possono danneggiare leggermente gli altri robot ed è immune ai colpi laser, ma può essere distrutto da missili e colpi di cannone Gauss.

### Iboss
Come in Descent alcuni livelli non usano il reattore come punto focale ma si basano su un robot boss che deve essere distrutto per far aprire l'uscita. in Descent II vi sono dei boss nel quarto livello di ogni sistema. I boss sono capaci di teletrasportarsi e di creare altri robot sul posto quando vengono attaccati.
I primi due boss sono vulnerabili a tutte le armi, mentre gli altri due seguenti sono sensibili alle armi a particelle ma non ai laser. Il quinto boss può essere danneggiato solo con armi a energia, mentre il boss finale si distrugge colpendo una parte verde lampeggiante dietro la sua "schiena".

## Armi e oggetti
Descent II possiede tutte le armi del gioco precedente con 10 armi aggiuntive. Il powerup Ammo Rack permette di aumentare del doppio il numero massimo di munizioni portabili (per esempio il Vulcan può usare 20000 colpi invece di 10000).

### Armi primarie
- Super Laser - miglioramenti in più per il laser, con livello cinque e sei in aggiunta (bianco e giallo).
- Cannone Gauss - spara colpi esplosivi di munizioni del vulcan causando danni maggiori rispetto a una raffica di Vulcan. Sparando più lentamente consuma meno munizioni del Vulcan stesso. I colpi dell'arma possiedono un raggio di esplosione che può danneggiare l'astronave del giocatore se questa si trova troppo vicina.
- Cannone Helix - capace di sparare velocemente, è simile al Cannone Spreadfire ma diffonde cinque sfere di energia e consuma più energia.
- Cannone Phoenix - spara colpi che rimbalzano sui muri, permettendo di colpire nemici dietro gli angoli. È l'arma che consuma la quantità maggiore di energia.
- Cannone Omega - spara dei colpi ad alta velocità, che accecano temporaneamente il bersaglio. Utilizza un banco di energia che si ricarica tramite la fonte di energia principale e consuma molte munizioni.

### Armi secondarie
- Flash Missile - un missile a guida che acceca temporaneamente e stordisce il bersaglio. Quando viene usato contro un giocatore lo schermo dello stesso diventa bianco con un lampo.
- Guided Missile - un missile che può essere limitatamente guidato dal giocatore. Causa un danno circa doppio di quello causato dal Homing Missile. Mentre il giocatore lo guida compare una piccola area sulla cabina di pilotaggio. Se il giocatore prende danni mentre sta guidando il missile esso cambia modalità diventando come un Homing Missile.
- Smart Mine - è simile alla bomba di prossimità, ma rilascia dei globuli d'oro teleguidati quando viene fatta esplodere.
- Mercury Missile - è il missile più veloce a disposizione ma non ha una funzione di ricerca.
- Earthshaker Missile - una testata nucleare senza funzione di ricerca che causa un raggio esplosivo potente, simile al Mega Missile. All'impatto rilascia piccole schegge a ricerca, similmente allo Smart Missile. L'impatto del missile causa un terremoto in tutto il livello, e può distruggere il giocatore se usato impropriamente.

Tutti i giochi della serie Descent possiedono una sorta di oggetto segnalatore che serve al giocatore per illuminare parti al buio del livello. In Descent, il fuoco segnalatore costa 1 punto di energia per ogni pezzo. In Descent II, 1 punto di energia equivale a due fuochi segnalatori, utilizzabili anche quando l'energia è stata esaurita, a una rapidità inferiore.

### Oggetti
- Scudo: le sfere blu danno 27, 15, 12, 9 e 6 unità di scudo alle rispettive difficoltà Trainee, Rookie, Hotshot, Ace, e Insane (in Descent venivano date 18 unità alla difficoltà Trainee).
- Centri di energia: Le stelle gialle lampeggianti forniscono l'astronave con energia fino a 100 punti per ricaricare gli scudi. I centri sono distinguibili grazie alle loro caratteristiche pareti a quadrati gialli.
- Afterburner: permette al the Pyro-GX di andare a velocità molto maggiore rispetto al normale; è utile per sfuggire al fuoco dei nemici o per superare le porte prima che si chiudano. Si ricarica da solo usando dei punti energia.
- Converter: trasferisce l'energia negli scudi alla velocità di due unità di energia per una di scudi. Non si può usare se l'energia è sotto il livello di 100.
- Cloaking device: per circa 30 secondi questa sfera viola rende il giocatore invisibile ai nemici.
- Headlight: migliora l'illuminazione circostante a un costo regolare di energia.
- Extra life: sfera verde con all'interno una piccola astronave, fornisce al giocatore una astronave di scorta in più.
- Invulnerabilità: sfera blu con un filo argenteo intorno che rende il giocatore invulnerabile per 30 secondi.
- Ammo rack: Rende il massimo numero di munizioni del Gauss/Vulcan da 20.000 a 40.000 e raddoppia allo stesso modo il numero massimo di missili e bombe di ogni tipo.

## Aspetti tecnici
Sia Descent che Descent II usano un software renderer. Descent II è capace di utilizzare altre risoluzioni oltre a quella standard. Dopo la prima distribuzione è stata aggiunta una patch che aggiungeva il supporto a schede grafiche acceleratrici 3D come la S3 ViRGE. Un'altra patch ha aggiunto in seguito il supporto per le schede Voodoo di 3Dfx.
Il Descent originale usa colori a 8-bit nella modalità 13h di display DOS, usando la risoluzione di 320 × 200 pixel. Il Macintosh e i PC in seguito hanno permesso l'uso di risoluzioni maggiori come 640 × 480. Descent II permette di usare risoluzioni maggiori come 800 × 600 oppure 1280 × 1024 usando il comando -superhires. Alcune patch fatte da terzi adatte a Windows XP permettono al gioco di usare la risoluzione 1600 × 1200 e di fare uso di schede grafiche potenti come le Radeon e le GeForce.
Come Descent, Descent II funziona tramite l'uso di cubi interconnessi. I lati dei cubi sono collegati ad altre strutture geometriche dello stesso tipo o mostrano fino a due mappe di texture. I cubi possono essere deformati a patto che rimangano convessi. Per creare effetti quali porte e grate, si vengono a piazzare dei muri che collegano due cubi. Descent ha introdotto uno schema di illuminazione statica e una semplice illuminazione dinamica, migliore rispetto a quella di Doom. L'ambiente si può illuminare con luci che possono essere intermittenti e si può farlo rimanere al buio spegnendo le luci. Inoltre, molti dei suoni a 8-bit e 11 kHz provenienti dal Descent originale sono stati ricampionati a 22 kHz, per dare una maggiore accuratezza di riproduzione.

## Espansioni

### Descent II: The Vertigo Series (1996)
Una espansione per Descent II con 23 livelli di cui 3 segreti. Vi sono alcune innovazioni tra cui le luci intermittenti.

### Descent II: The Infinite Abyss (1997)
Una espansione speciale contenuta in due CD-ROM. Il primo disco contiene il gioco Descent II provvisto di patch aggiuntive e con miglioramenti mentre il secondo contiene "The Vertigo Series".

## Versioni per altre piattaforme

### Descent Maximum (PlayStation)
Descent Maximum è la versione del gioco apposita per PlayStation. A differenza del Descent per Playstation, Descent Maximum presenta 30 livelli diversi dalla versione PC ed è stato appositamente creato per inserirsi meglio nell'ambiente console. Le mappe sono generalmente più piccole rispetto a quelle della versione PC.

### Descent II (GameTap)
Nel 2006 Descent II è stato portato sulla piattaforma di distribuzione digitale GameTap, permettendone l'utilizzo su Windows XP.

## I ports
Dopo la pubblicazione del codice sorgente di Descent II, venne realizzato D2X-XL, un progetto open source e multipiattaforma sviluppato per consentire al gioco di girare sui moderni sistemi operativi, supportare le moderne tecnologie grafiche e risolvere i bugs presenti nel gioco originale.

## Letteratura
La serie Descent ha visto la creazione di una trilogia di storie scritte da Peter Telep. I titoli sono Descent, Descent: Stealing Thunder, e Descent: Equinox. Le storie non seguono propriamente la trama dei giochi ma espandono l'universo della serie aggiungendo particolari e dettagli.